# Iryna Zwarycz
Iryna Mychajliwna Zwarycz, ukr. Ірина Михайлівна Зварич (ur. 8 maja 1983 w Czernihowie) – ukraińska piłkarka grająca na pozycji pomocnika lub napastnika w klubie Zwiezda-2005 Perm, reprezentantka Ukrainy.

## Kariera piłkarska

### Kariera klubowa
W 1997 rozpoczęła zawodową karierę klubową w seniorskiej drużynie Łehenda-SzWSM Czernihów. Potem występowała w klubach Gömrükçü Baku, Eniergija Woroneż, Rossijanka Krasnoarmiejsk, FCF Juvisy, Fortuna Hjørring, Montpellier HSC i Zwiezda-2005 Perm.

### Kariera reprezentacyjna
W 2000 roku została po raz pierwszy powołana do seniorskiej kadry narodowej, w której zadebiutowała 26 maja 2002 w meczu przeciwko Czechom. Uczestniczka Mistrzostw Europy w Piłce Nożnej Kobiet 2009.